# فالتر هس
فالتر رودلف هس (بالألمانية: Walter Rudolf Hess)‏ ـ (17 مارس 1881 ـ 12 أغسطس 1973) عالم فيزيولوجيا سويسري، حصل على  جائزة نوبل في الطب لعام 1949 ـ مناصفة مع إيغاس مونيز لتحديده مناطق المخ المسؤولة عن التحكم في الأحشاء الداخلية.
ولد هس في فراونفيلت عاصمة كانتون تورغاو بسويسرا، وحصل على شهادة الطب من جامعة زيورخ سنة 1906، ثم تدرّب على الجراحة وطب العيون. وفي سنة 1912 ترك هس العمل بطب العيون في عيادته الخاصة (رغم أنه كان عملاً مربحاً ـ واتجه إلى البحث العلمي. اهتم هس بدراسة تنظيم تدفق الدم في الجسم والتنفس، ثم وسع نطاق اهتمامه البحثي ليشمل تحديد أجزاء الدماغ البيني المسؤولة عن التحكم في الأحشاء الداخلية.
عمل هس أستاذاً ومديراً لقسم معهد وظائف الأعضاء بجامعة زيورخ بين عامي 1917 و1951، وتوفي في لوكارنو بسويسرا في 12 أغسطس 1973.

## روابط خارجية
- فالتر هس على موقع الموسوعة البريطانية (الإنجليزية)
- فالتر هس على موقع مونزينجر (الألمانية)
- فالتر هس على موقع إن إن دي بي (الإنجليزية)